# Symmerus elongatus
Symmerus elongatus är en tvåvingeart som beskrevs av Saigusa 1973. Symmerus elongatus ingår i släktet Symmerus och familjen hårvingsmyggor. Inga underarter finns listade i Catalogue of Life.